# Chiesa di San Daniele (Cavazzo Carnico)
La chiesa di San Daniele è la parrocchiale di Cavazzo Carnico, in provincia ed arcidiocesi di Udine; fa parte della forania della Montagna.

## Storia
La prima citazione di una chiesa a Cavazzo Carnico risale al 1259. Nel Quattrocento la chiesa fu ricostruita. Se nel 1562 solo il tetto della chiesa necessitava di un restauro, quarant'anni dopo era l'intero edificio a dover essere ristrutturato.
L'attuale parrocchiale fu edificata tra il 1752 ed il 1754 su progetto di Domenico Schiavi, nel 1778 venne ampliato il coro e, nel 1806, si impartì la consacrazione. Il campanile fu realizzato tra il 1876 ed il 1890 ed inaugurato il 17 dicembre di quello stesso anno. Infine, l'intero complesso ha subito un intervento di restauro nel 2009.

## Descrizione

### Interno
Opere di pregio presenti all'interno della chiesa sono l'altare maggiore, opera settecentesca di Antonio Cuzzi, la pala raffigurante la Resurrezione, dipinta da Pietro Antonio Novelli, la pala di Domenico Robusti, detto il Tintoretto (1625), il cui soggetto è la Natività della Vergine, la pala del 1717 raffigurante la Beata Vergine col Bambino e i Santi Giuseppe, Antonio Abate e Antonio da Padova e l'affresco della Vergine con i Santi Rocco e Antonio, realizzato nel 1798.